# Antoni Riba i Garcia
Antoni Riba i Garcia   (Tortosa, 27 de gener de 1859 - Barcelona, 1 de febrer de 1932) va ser un escultor català.

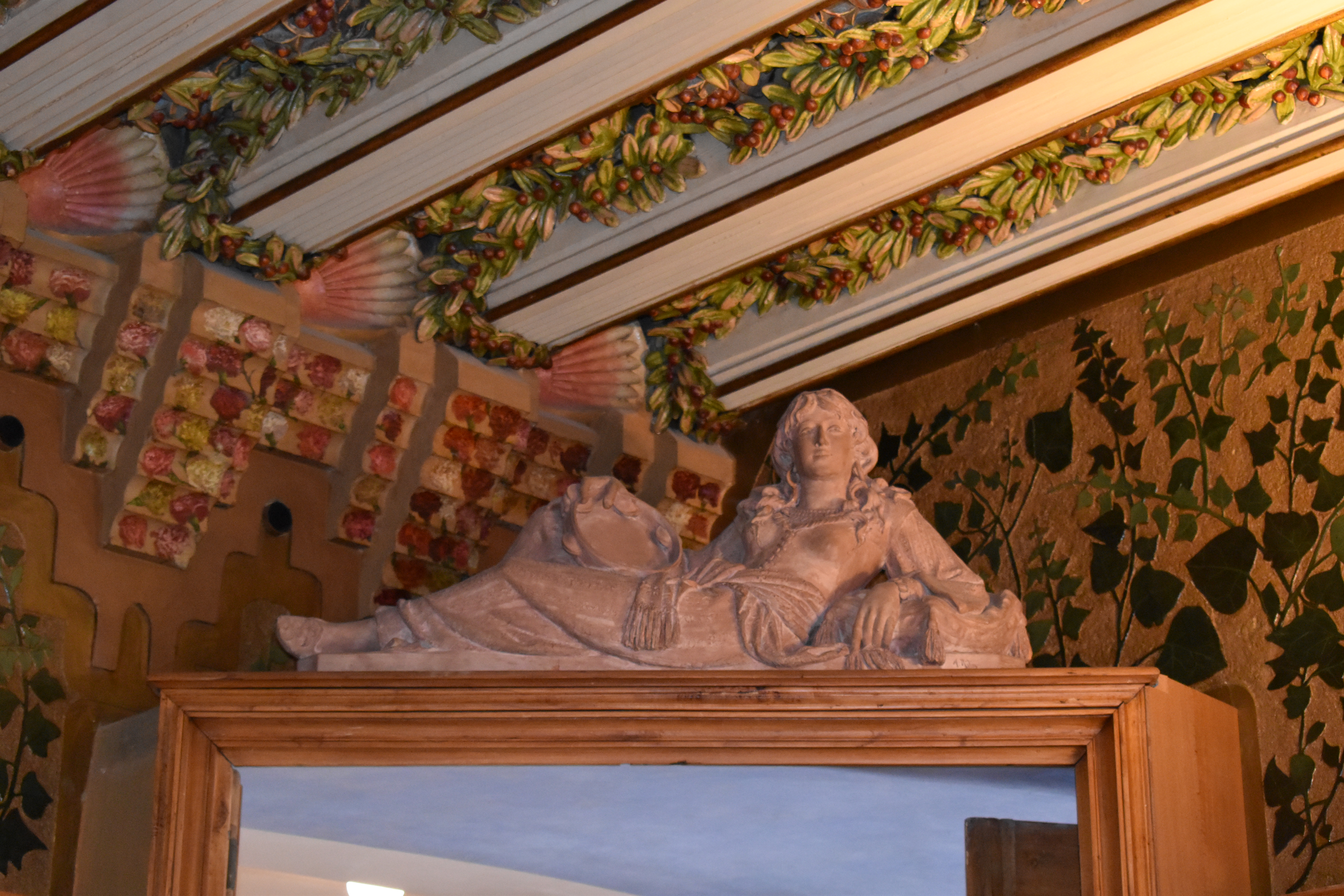
Figura d'odalisca, obra d'Antoni Riba situada a la casa Vicens.

A finals de la dècada dels 70 del segle xix, Riba i Garcia es va instal·lar a Barcelona on aprengué escultura a l'Escola Llotja, on consta matriculat als Ensenyaments d'Aplicació el curs 1879-80. A Tortosa va ser deixeble de Ramon Cerveto i Bestratén, així com també de Francesc Font i Pons, d'aquest últim a la Llotja de Barcelona. Durant la seva etapa d'estudiant a la Llotja coincideix amb els germans Agapit i Venanci Vallmitjana i Barbany i amb Domènec Talarn i Ribot.
Podem veure obres seves, per exemple a l'església de Sant Joan de Lassalle de Manresa, i també va realitzar diferents treballs d'ornamentació escultòrica per a la Casa Vicens, obra d'Antoni Gaudí i Cornet. Exposà al Centre d'Aquarel·listes de Barcelona (1885). Treballà molt en terra cuita. Conreà el pintoresquisme i el retrat i deixà la professió aviat.
El 19 de desembre de 1915 va entrar a formar part de la plantilla d'escrivents de l'Ajuntament de Barcelona, com a conseqüència de la seva crisi artística.

## Família
Antoni Riba es va casar l'any 1885 amb Adela Bracons i Casablancas (1864-1937), amb qui va tenir quatre fills: Antoni (1886-1954), Rosita, Carles i Màrius.
És avi d'Oriol Riba, besavi de Carles Riba i Romeva, Mercè Riba i Pau Riba i rebesavi de Caïm Riba. Va ser sogre de Clementina Arderiu.